# タイムクライシス3
『タイムクライシス3』 (TIME CRISIS3) は、ナムコ（後のバンダイナムコアミューズメント）によって製作されたアーケードガンシューティングゲーム。

タイムクライシスシリーズの第3弾で、外伝となる『クライシスゾーン』と『プロジェクトタイタン』も含めればシリーズ5作目にあたる。開発はネクスエンタテインメント。

通称は『タイクラ3』『タイム3』タイトルの頭文字を取った『TC3』。
これまでのペダルリロードシステムに加え、ハンドガン・マシンガン・ショットガン・グレネードの4種の武器が使用可能な武器チェンジ機能が搭載されている。

2003年11月20日、PlayStation 2にガンコン2対応で移植された。日本版においては、タイムクライシスシリーズで初めてDVD-ROMを採用した作品でもある。
アーケード版は、『ガンバレット』以来一部を除いて使われてきた、同一形状設計のブローバック機構搭載のガンコントローラーが採用された最後の作品となった。なお、ナムコ発売としてはアーケード版ガンシューティング前作である『ヴァンパイアナイト』同様に、走査線読み取り方式を採用しない代わりにモニターやプロジェクターに組み込まれたCCDカメラセンサーを読み取る方式を採用しており、内部パーツが走査線読み取り方式のものとは異なる。

## 武器チェンジ機能
この作品から新しい要素として「武器チェンジ機能」が導入された。

これは、プレーヤーが回避動作中にガンコンのトリガーを引くことで、装弾数9発のハンドガンの他に、マシンガンなどのサブウェポンを選択することができるというシステムである。

これにより、状況や戦術に応じて効果的な戦闘を行うことが可能となった。反面、ボスを含め耐久力を有した敵が前作より増えており、攻略にはかなりの労力が必要となった。
サブウェポンの弾薬は、「アイテム兵」と呼ばれる特定の敵を倒すことで補充できる。なお保有できる弾数はサブウェポンにより決まっており、その制限数以上はいくらアイテム兵を倒しても保有できない。

コンシューマ版ではクリア状況により、この制限を解除することができる隠し要素が盛り込まれている。
サブウェポンには以下のものがある。
マシンガン
トリガーを引きっ放しにすることで連射可能なサブマシンガン。最大保有弾数は200発。1発の威力はハンドガン1発分に値する。
マシンガン兵などの耐久力が高い敵兵やボス戦で非常に有効だが、うっかり使いすぎると途端に弾切れを起こす。その分入手は最も簡単。
ショットガン
1発の弾が5つに分裂するセミオートショットガン。最大保有弾数は50発。分裂弾の威力は1発辺りハンドガン1発分に値する。
もちろん至近距離では絶大な威力を誇り、耐久力のある兵士でも近距離なら1発で撃破できることが多い。遠距離の敵には全弾ヒットしにくい分威力は期待できないが、範囲は広いのでハンドガンより当てやすい利点もある。セミオートなので手動連射できるのも利点。
グレネード
グレネードランチャーを用いて発射する小型榴弾。最大保有弾数は5発。トーチカ、戦車、ティルトローターなど、主に対物目標に絶大な効果を発揮する。
倒しきれないほどたくさんの敵やボス戦でも非常に有効。強力な武器のため出現数が非常に低い。また、連射不可で着弾までにややタイムラグがありその分隙が生じるという欠点もある。狙いにくい位置にいるアイテム兵や、高速で通りすぎるアイテム兵、命中率が高いアイテム兵を撃って入手する必要がある。
なお、コンシューマ版オリジナルのヒロインシナリオではサブウェポンを使用し、パワーアップさせていく「武器成長システム」が搭載された。

当初のサブウェポンはアーケードモードより貧弱だが、サブウェポンを敵に当てるとゲージが溜まっていき、フルになるとレベルアップし弾薬が最大まで補充、攻撃力と最大保有弾数が増加する（最大レベルは5）。

また、ステージによっては装弾数3発のボルトアクション式スナイパーライフルを使用して、遠方の敵狙撃兵を狙撃する要素が追加されている。

## ストーリー
自らは独立した主権国家であると主張する地中海の小国「ルカノ」とそのルカノが自国領土の一部と主張する「ザゴリアス連邦」の間では、長らく領土問題および独立問題がくすぶっていた。
一向に解決しないこの問題に苛立った連邦のタカ派の軍人ジオルジョ・ゾット将軍は、ザゴリアス連邦軍によるルカノ侵攻作戦を決定。

国際的な非難が集まる中、両国間の緩衝地帯とされていたルカノ領アスティゴス島に、ザゴリアス連邦軍空挺部隊による奇襲攻撃を開始。さらに揚陸部隊も投入し、武力による同島の制圧作戦を開始した。
ルカノ側もすぐさま応戦。ルカノ独立解放軍による抵抗運動が開始され、この「アスティゴス島紛争」は本格的軍事衝突へと発展した。だが物量で圧倒的に勝る連邦軍の前に、解放軍は一時撤退を余儀なくされる。

また国際連合による多国籍軍の投入が検討されるも、この地域は各国の利害が対立するため調整に難航。その間にアスティゴス島は、連邦軍によって全域の8割を占領されてしまった。
連邦によるアスティゴス島の実効支配開始から3ヶ月後、アスティゴス島の奪還を企図する解放軍は、同島に戦術弾道ミサイルが配備されたとの情報を入手。

解放軍司令官のダニエル・ウィンストンは自ら調査・破壊作戦を立案し、副官ジェイク・ヘルナンデスと数名の部下と共に極秘裏にアスティゴス島への侵入を開始した。

だがこの作戦はルカノを裏切ったジェイクにより連邦側にキャッチされており、ダニエルは共に潜入した解放軍兵士と共に連邦軍に拘束されてしまう。さらに連邦軍は、ダニエルらの身柄と引き換えに、解放軍の降伏を要求してきた。
ダニエルの妹で、解放軍女性兵士のアリシア・ウィンストンはそれを知り、ダニエルら捕虜の救出とミサイルの破壊を試みて単身アスティゴス島に潜入。

潜入した連邦軍前線基地にて、配備されているミサイルの正体が核弾頭搭載の戦略核ミサイルであるという情報を入手したアリシアは、国際特殊諜報機関「VSSE」にその情報を送信する。

ザゴリアス連邦の一連の軍事行動に疑問を抱き、独自に調査を進めていたVSSEは、アリシアから戦略核ミサイルの情報を入手、これを「当事国のルカノのみならず、周辺諸国の軍事バランスにも大きな脅威をもたらす」と判断。

問題解決のためにエースエージェントのアラン・ダナウェイ、ウェズリー・ランバートの2人を、アスティゴス島に送り込むのだった。

### ステージ紹介（アーケード）
ステージ1
- エリア1…アスティゴス島の海岸線[注 2]から侵入したVSSEエージェントのアランとウェズリーは、砂浜、塹壕で、ザゴリアス連邦軍兵士と戦う。終盤では、砲台付きのトーチカを撃破することになる。
- エリア2…ザゴリアス連邦軍からの猛攻を逃れるべく、難破船に逃げ込むアランとウェズリーだったが、そこに潜伏していたザゴリアス連邦軍兵士たちと激戦を繰り広げる。
終盤で、難破船はティルトローター機に乗ったザゴリアス連邦軍幹部：ビクター・ザンによる爆撃を受け、船体が大きく傾き、コンテナが滑っていく中で銃撃戦を行う。
- エリア3…軍用ジープに乗ったルカノ独立解放軍の女性兵士：アリシア・ウィンストンに助けられた彼らは、ビクター・ザンのティルトローター機、ザゴリアス連邦軍ジープ部隊と砂浜沿いのリゾート街で、熾烈なカーチェイスを繰り広げる。

ステージ2
- エリア1…街でザゴリアス連邦軍からの奇襲を受けたVSSE一行は、アリシアと一旦別れ、応戦する。終盤では、多くの偵察バイクが彼らに襲いかかってくる。
- エリア2…アリシアとの合流場所である貨物駅に向かうべく、山間渓流を行くアランとウェズリーは、偶然ザゴリアス連邦軍の仮設前線基地に入り込んでしまい、そこで戦う破目になる。終盤では、多くの潜水艇が彼らを襲う。
- エリア3…貨物駅でアリシアと合流し、軍用列車の中ほどに乗り込んだアランとウェズリーだったが、そこでもザゴリアス連邦軍兵士たちによる激しい抵抗を受ける。
終盤では、ザゴリアス連邦からの暗殺者：ランディー・ギャレットにより、列車ごと谷底に落とされそうになるが、上手く切り抜け、彼と交戦する。

ステージ3
- エリア1…山頂の孤城を改築したザゴリアス連邦軍基地に侵入できたVSSE一行。アリシアの兄であり、ルカノ独立解放軍の司令官：ダニエル・ウィンストンを救出すべく、アランとウェズリーは、陽動作戦に出る。
中盤からは資材置き場で、VSSEの宿敵ともいえる伝説の殺し屋:ワイルド・ドッグと、彼の弟子：ワイルド・ファングと戦うことになる。
- エリア2…爆破されつつある施設の中でザゴリアス連邦軍兵士たちと応戦しつつ、ザゴリアス連邦軍最高司令官：ジオルジョ・ゾット将軍を追う。
- エリア3…屋根の一部が崩れた礼拝堂を改築した仮設ミサイル発射基地兼司令部で、弾道ミサイルの発射ボタンを押したゾット将軍と、ルカノ国の運命、存亡を賭けた最終決戦。

### ステージ紹介（ヒロインシナリオ）
PlayStation 2版でアーケードモードをクリアするとプレイ可能となる。本編よりも難易度が高い。このシナリオには撃ってはいけない民間人が登場する。

また、コンティニューするとステージの最初に戻されてしまう。このモードをクリアするとクライシスミッションがプレイ可能となる。
ステージ1
VSSEエージェントのアスティゴス島到着前夜、ルカノ解放軍の女性兵士アリシアは、捕らえられた彼女の兄でルカノ独立解放軍の司令官：ダニエル・ウィンストンを救出するために、単独で島に侵入を試みる。
だが途中で発見されてしまい、アリシアは海岸線付近にいたザゴリアス軍兵士たちと一戦交えることになる。
ステージ2（スナイパーモード）
海岸線の警備を突破したアリシアは、砲台が備え付けられたトーチカを偵察。十数名の狙撃兵が配備されていたが、狙撃という形で奇襲を掛ける。
トーチカ内に侵入したアリシアは、その司令室らしき部屋で、アスティゴス島に配備されている戦術ミサイルが核ミサイルであることを知る。
ステージ3
昨夜入手した戦略核ミサイルの情報をVSSEに送信したアリシア。情報を入手したVSSEは、アラン、ウェズリーの2人のエースエージェントを現地へ送り込んでおり、現在彼らとは連絡ができない状況であることをアリシアに明かす。
既にアスティゴス島に侵入したアランとウェズリーとの合流地点である海岸へ向かうために、民間人の変装を脱ぎ捨て、走り出すアリシアだったが、敵のパトロールに発見され、市民を巻き込んでの銃撃戦になる。
このステージから、撃ってはいけない民間人が出現するようになる。
ステージ4
ジープを奪い、難破船で攻撃型ティルトローターによる爆撃を受けているアランとウェズリーを救出したアリシアは、ザゴリアス連邦軍幹部のビクター・ザンの乗る攻撃型ティルトローターと連邦軍ジープ部隊を相手に、リゾート街でのカーチェイスを展開する。
アーケードの1-3と同じシチュエーションだが、登場する敵や攻撃型ティルトローターの攻撃パターン、破壊できる部位が異なる。
ステージ5
アランとウェズリーと合流したアリシアだったが、市街地でザゴリアス連邦軍の奇襲攻撃を受け、VSSEたちとは別に、市街地で銃撃戦を繰り広げる。終盤、装甲を強化されたザゴリアス連邦軍の主力戦車と戦うこととなる。
ステージ6（スナイパーモード）
今度は敵の狙撃手からの奇襲攻撃に遭い、民間人を撃たぬよう、狙撃で応戦する。
ステージ7
アランとウェズリーが待つ軍用列車発着所へ向かう途中でアリシアはダニエルと共に捕らえられていたはずのジェイク・ヘルナンデスに出会い、彼の裏切りを知る。卑怯にも民間人を盾にして逃げていく彼を追走する。
ステージ8
軍用列車の最後部に乗り込んだアリシアは、アランとウェズリーと合流しようとするが、ザゴリアス連邦軍兵士によって妨害され、銃撃戦になる。
途中より軍用列車ごとアリシアとVSSEエージェントを倒そうと、後方から迫る装甲機関車と交戦することになる。
ステージ9（スナイパーモード）
再びアランとウェズリーと合流しようとするアリシアだったが、彼らはザゴリアス連邦軍兵士たちと暗殺者ランディー・ギャレットとの銃撃戦になっていた。
その中で彼らを狙撃しようとする狙撃兵を、スコープからの光の反射で発見したアリシアは、VSSEたちを援護すべく、狙撃兵に対してカウンタースナイプを行う。
ステージ10
山頂の古城を改築したザゴリアス連邦軍基地に到着した3人。アリシアの兄のダニエル・ウィンストンを救出すべく、アランとウェズリーが囮になっている隙に、アリシアは最善の狙撃地点に向かう。
ステージ11（スナイパーモード）
アランとウェズリーはザゴリアス連邦軍最高司令官ジオルジョ・ゾット将軍のもとにたどり着くが、ダニエルを人質に取り、身動きが取れない。アリシアはジオルジョ・ゾット将軍が持つ拳銃を5秒以内に、一発で狙撃し、弾き飛ばす。
ステージ12
ダニエルを救出したアリシアは、間髪入れず基地の収容所に急ぎ、捕虜となっているルカノ独立解放軍の兵士を助け出すための戦いに挑む。
ステージ13
アリシアは、ダニエルとその部下たちと共に、ザゴリアス連邦軍に包囲されていたアランとウェズリーを救う。ザゴリアス連邦軍兵士たちとの戦闘中、アリシアたちはミサイルの核弾頭を盗み出し、ザゴリアス連邦軍をも裏切ったジェイクを発見。
ダニエルの命令でアリシアはジェイクの乗った攻撃型ティルトローター機の離陸を阻止すべく、格納庫で最終決戦を繰り広げる。
ステージ14（スナイパーモード）
攻撃型ティルトローターを破壊され、自暴自棄になったジェイクが、核弾頭の起爆装置を取り出し、道連れにしようとしてくる。その核弾頭の起爆装置を5秒以内に、一発で狙撃し、破壊する。

### クライシスミッション
本作も、前作『タイムクライシス2』同様に、家庭版オリジナルステージとしてクライシスミッションが追加されている。

今回の「アスティゴス島紛争」もVSSEによってあらゆる角度で分析され、ザゴリアス軍兵士に変装したVSSEの士官を相手に、演習弾（殺傷能力はほとんど無し）を用いて6日間にわたりアスディゴス島にて演習を行う。

このモードのプレイヤーは今作から本編主人公ではなく、名も無き新人エージェントとなる（顔も姿も確認できない）。今回も撃ってはいけない民間人がいる。なお、内容に関しては単なる攻略情報となるため省略する。

## 登場人物

### VSSE
全世界のあらゆる問題に対して諜報員を送り込み、対処する国際特殊諜報機関で、「Vital Situation,Swift Elimination」が正式名称である。

今回の「アスティゴス島紛争」に対してはアラン・ダナウェイとウェズリー・ランバートの2人を送り込んだ。
アラン・ダナウェイ / Alan Dunaway（1P側主人公）
VSSE所属4年目の新米だが、その成長ぶりは周囲からも一目置かれている。戦闘スタイルは大胆そのもの。大胆かつ前向きで、どんな絶望的な状況に陥っても諦めることはない。
時折、作戦行動中に不謹慎なジョークを飛ばすこともあるが、それは周囲を配慮した彼なりの配慮で、「どんな困難な任務でも絶対にこなす」という彼の自信を表しているといえる。
コンペンセイターとレーザーサイトを装着したブラックスライドのS&W SW99拳銃を使用している。基本的に拳銃は両手で構える。トレードカラーは赤。
ウェズリー（2P側）が彼を誤射すると、1000点減点となる。
ウェズリー・ランバート / Wesley Lambert（2P側主人公）
アランと同期で、よく仕事を共にする。実は工学博士の肩書きを持つなかなかの秀才であり、射撃術や格闘術も同期中で1、2を争うほどの実力を持っている。
常に冷静・沈着に行動し、落ち着いた判断で任務を攻略する。それ故、冷たい人間と思われがちだが大の動物好きで、家では3匹の猫と1匹の犬、1羽のオウムを飼っている。
コンペンセイターとレーザーサイトを装着したシルバースライドのS&W SW99拳銃を使用している。アランとは違い、拳銃は片手で構えることが多い。トレードカラーは青。
アラン（1P側）が彼を誤射すると、1000点減点となる。

### ルカノ独立解放軍
「ルカノ国」軍隊。その規模や指揮系統よりゲリラ組織に近いと見えるが、きちんとした国家正規軍であり、政府による正式報道にも登場する。

ジェット戦闘機を保有しているが、機甲兵力に乏しく大概の戦術はマンパワー頼りである。さらに物語内で副司令官だったジェイクが裏切ったことでダニエルと仲間たちが連邦軍の手に堕ちてしまうなどの予期せぬ災難にも見舞われる。だが、囚われていなかったアリシアと彼女に協力したVSSEの存在に加え、紛争後半では救い出されたダニエルと仲間たちとの連携と先程記したマンパワーによる売りの機動力を生かしザゴリアス連邦軍に壊滅的被害を与え、最終的にルカノ国独立を勝ち取った。
アリシア・ウィンストン / Alicia Winston（ヒロイン / ヒロインシナリオ主人公）
ルカノ独立解放軍の構成員にして、同軍司令官ダニエル・ウィンストンの妹。本作のヒロインで、タイムクライシスシリーズ唯一の女性プレイヤーキャラクター。
本編では、アランとウェズリーの協力者となり、ともにザゴリアス連邦軍と闘う。コンシューマー版にのみ収録されたヒロインシナリオでは操作キャラクターとなる。
入隊当初は銃を扱ったことすらなく、司令官の妹という立場もあって非戦闘部隊である医療部隊に所属していた。
だが非力な女性でも戦闘に役立ち、祖国を救えることを証明したいという強い意志を持っていた彼女は前線への参加を希望すると共に狙撃の腕を磨き、ついには部隊一の狙撃手となり現在に至る。
前述の通りスナイパーライフルによる狙撃を得意とするが、接近格闘にも長けており、銃を持ってかかってきたザゴリアス軍の男性兵士2人を体術で破っており、軍用列車上で爪兵に襲われた際には、ライフルの排莢口を爪兵の顔に近付けわざと発砲して空薬莢で目潰しを行い、怯んだ隙に蹴落とすというトリッキーな荒業をやってのけている。
情報収集能力も優れ、携帯しているPDA端末とノートパソコンを用いて、配備された戦略核ミサイルの情報を入手しVSSEに知らせたのも彼女である（VSSEもミサイルの情報は掴んでいたが、彼女が伝えた情報はより詳細だったようで、無線で応対した担当官から感謝されている）。
シルバースライドのSIG P228拳銃（ヒロインシナリオにおいて、本拳銃は元々彼女と交戦したザゴリアス軍の兵士から奪い取ったものであることが判明する）、L96スナイパーライフルを使用している。
本編のステージ1-3でプレイヤーが彼女を誤射すると5000点減点となる。ただし、誤射が可能なのはその場面のみであり、それ以外の場面では別行動をしているため、ステージ中に登場することはない。
ダニエル・ウィンストン / Daniel Winston
ルカノ独立解放軍司令官。実際に戦場に出て指揮を執ることも多く、常に思慮深く慎重に行動するその性格から、部下からの信頼は非常に厚い。
アスティゴス島にザゴリアス連邦軍の戦術ミサイルが配備されたとの情報を入手し、仲間である数名の部下たちと副官のジェイク・ヘルナンデスを引き連れ、偵察とミサイルの破壊に向かうがジェイクの策略にかかり、ザゴリアス軍に拘束され部下たちと共に捕虜になってしまった。
ジェイクの発言によるとザゴリアス連邦軍には高く売れたらしく、一時は処刑の危機にさらされるも、VSSEの2人とアリシアの狙撃によって部下たちと共に救出された。以降は部下たちと共に連邦軍と交戦しつつ、裏切り者・ジェイクを追うアリシアの援護を手がけている。
その後は再びルカノ軍の指揮官となり、紛争をルカノの勝利とする形で終結させた。
射撃の腕前は非常に優秀で、乗り込んできた戦車の主砲をハンドガンのみで正面から撃ち抜くことができる。
ジェイク・ヘルナンデス / Jake Hernandes
ルカノ独立解放軍副官でヒロインシナリオのみ登場するボス。ヒロインシナリオの最終ボスで、ステージ7では中ボスとして登場する。
実はザゴリアス軍と通じていた裏切り者で、ミサイル破壊作戦の詳細をリークした張本人である。わざとルカノ独立解放軍にミサイルの情報を流し、破壊に赴いたところを連絡したザゴリアス軍に拘束させるという手筈だったらしく、さらにはアリシアをも連行しようとしていた。
金に目が無い下劣な性格であり、裏切った理由が「ルカノ独立解放軍では金にならないから裏切った」「夢とか理想とかだけじゃ世の中渡っていけねぇンだよ」と述べている。
ボスとして立ちはだかる彼はワイルド・ドッグ並の素早さと跳躍力で移動しながら、所有している銀のM1911拳銃による銃撃や蹴りを攻撃してくるほか、かつてのシェルード・ガロのようにナイフを投げつけることもある。また、市民を盾にしながら（この中の1人である若い女性に至っては、アリシアの銃撃を受けてよろめいてから、背中を蹴飛ばしている）の銃撃など、幾多の卑怯な手段も取る。
物語終盤でザゴリアス軍も裏切り、アスティゴス島に配備されていた戦術ミサイルの核弾頭のうち一基を部下となった造反組のザゴリアス軍兵士に盗ませ入手し、それを手土産として某所へと持ち込み一生遊んで暮らせるだけの大金を得ようと目論んだ。その際、連邦軍とルカノ軍が交戦する様を嘲笑いながら立ち去っていくという卑劣さを見せており、それを目撃したダニエルも「あの裏切り者め！」と激怒している。
しかし、追撃してきたアリシアとの交戦によって造反した部下は全滅させられ、逃走用のティルトローターもエンジン部を損傷されたことで飛行不能に陥ってしまう。追い詰められたことで自暴自棄になった彼は核弾頭の起爆装置を作動させて島ごと道連れに自爆しようとしたが、アリシアの狙撃で起爆装置の発信機と一緒に額を貫かれて死亡するという、自業自得の最期を遂げた。
彼が乗り込んでいたティルトローターはプロペラが破壊された状態で前進しながら崖から転落していき、最後にはティルトローターもろとも空中で爆散した。

### ザゴリアス連邦軍
強大な軍事国家であり『ルカノ国』を領土の一部と主張する「ザゴリアス連邦」の正規の軍隊。

今回のルカノ侵攻作戦は武官でザゴリアス連邦軍最高司令官であるジオルジョ・ゾット将軍の提言により開始されている。

#### ザゴリアス連邦軍幹部（ボスキャラクター）
ビクター・ザン / Victor Zahn
アーケードステージ1・ヒロインシナリオステージ4のボス。ザゴリアス連邦軍の幹部で、ティルトローターを操る。筋骨隆々で赤毛の巨漢。
ザゴリアス連邦軍の多数のジープ部隊を引き連れて海岸沿いのリゾート街の大通りでVSSEエージェントたちとアリシアが乗ったジープと熾烈なカーチェイスを繰り広げる。
当初は操縦席に陣取り搭載武装で攻撃していたが、搭載武装を全て破壊されるとティルトローターを自動操縦に切り替え、部下と共に後部ハッチからの攻撃を開始。
P90サブマシンガンの精密射撃や、本来は搭載武装である巨大ガトリングガン、巨大ロケットランチャー(青兵の物と違って､こちらの砲弾は撃破可能)も簡単に操り射撃し、その後は手榴弾を一気に多数投げて攻撃してくる。
最後はジープ部隊を含む部下は全滅、ティルトローターの両翼プロペラもアリシアに破壊され、本人もVSSEたちとアリシアの銃撃で倒れ、ティルトローターもろとも爆散する。
ランディー・ギャレット / Randy Garrett
ステージ2のボス。多くの近接戦闘兵を従える長い前髪が独特のザゴリアス連邦の殺し屋。両手に普通の近接戦闘兵と同じ熊手状の爪、右手にロケットランチャーを装備した真っ赤な戦闘服を着ている。交戦するのは本編のみ。
ザゴリアス連邦軍基地直通の軍用列車に忍び込んだVSSEエージェントとアリシアを抹殺すべく、鉄道橋を爆破して列車ごと落とそうとしたが、列車が奇跡的に鉄道橋から落ちずに済んだため失敗。結局は列車の上で交戦する。
お供の近接戦闘兵と共に人間技と思えない跳躍力、素早さ、アクロバティックな動きでVSSEを翻弄し、爪やランチャーで攻撃する。時には遠方から身体を回転させつつ弾丸のように突っ込んでくるという重力法則を完全に無視した行動をも行う。
最後はVSSEエージェントたちの銃撃でバランスを崩し、絶叫しながら列車と共に谷底に転落していった。
ジオルジョ・ゾット将軍 / Gen.Giorgio Zott
ステージ3-3のボスでアーケードの最終ボス。過激且つ急進的な軍国主義思想家で、ザゴリアス連邦内では絶対的な人気とカリスマ性を誇るザゴリアス連邦軍の最高司令官。
今回のルカノへの侵略も「そもそもルカノはザゴリアス連邦固有の領土であり、これは反乱を鎮圧する正義の戦いである。」と国の内外に高らかに宣言して連邦を一気に戦争へと導いた。
公式には「将軍」という肩書きしか公表されていないが、襟の階級章は中将あるいは大将のものである。彼の話す英語はイタリア語訛りがある。
普段所有している金のM1911拳銃は、鮮やかな文様が彫刻されている。
ステージ3-2から登場。冒頭のデモムービーでダニエルを射殺しようとするが、アリシアに文様入り拳銃を撃ち落とされ（その詳細はヒロインシナリオで描かれる）失敗、ステージ中は逃走するのみで攻撃を仕掛けてくることはなく、また彼に攻撃を加えることもできない。
ステージ3-3で屋根の一部が崩壊した礼拝堂に設営したミサイル仮設発射基地兼司令部で再び登場。手にしたリモコン式の端末でルカノ本土を狙った弾道ミサイルの発射ボタンを押し、VSSEエージェントたちと交戦する。
左手にダブルマガジンクリップでマガジンをジャングルスタイルで4つ連結したMP5サブマシンガンを装備しており、遠くから銃撃を加えてくる。剣術の名手でもあり、残像が残るほどの人間離れした瞬発力で近付いて右手の大刀で斬り付けることもある。最後には4連装のロケットランチャーを両肩に1基ずつ担いで砲撃してくるなど、すらりとした外見に似合わず相当腕力のある人物である。
最終的にはアランとウェズリーの銃撃で止めを刺され「核ミサイルは、もう止められない」と言い残して死亡する。直後にミサイルは発射台からゆっくり飛び立つが､ウェズリーが彼の使っていた2基のロケットランチャーに各1発、弾が残っているのを発見。アランと共にこれを使って天井を壊しミサイルの進路を塞いで空中で衝突させ破壊。4基（うち1基はジェイクと彼に同調した造反組のザゴリアス軍兵士に抜き取られていた）のミサイルの核爆発自体は免れたために2人とも大した怪我もせず無事生還した。
ヒロインシナリオのエンディングによると、彼の死亡により、ザゴリアス連邦軍の残存部隊は統率が取れなくなり、アスティゴス島から撤退を余儀なくされた。

#### ザゴリアス連邦軍協力者（ボスキャラクター）
ジオルジョ・ゾット将軍がVSSEが介入してくることに備えていたのか、VSSEエージェントたちにとって宿敵ともいえる人物を雇い入れている。
ワイルド・ドッグ / Wild Dog
世界を揺るがす犯罪の陰に潜むと言われる、国籍不明で年齢不明の伝説の殺し屋。今回はステージ3-1のボスとして、山頂にある古城を改築したザゴリアス連邦軍基地の資材置き場に現れ、本作で初登場した弟子のワイルド・ファング共々VSSEエージェントと戦闘する。
コンテナの山を爆破し、炎に紛れ姿を現す。その際にアランから「まだ生きてやがったか」と呆れられている。
『1』『プロジェクトタイタン(PT)』『2』でVSSEエージェントに計3度倒されており、その度に新たな改造手術を施して復活、VSSEと対峙している。
改造手術で左腕が武器を仕込めるポッドにもなる特製の改造義手となっており、その義手には『PT』『2』で換装したガトリングガンに加えて、本作では火炎放射器やロケットランチャーにまで換装して攻撃してくる。また、右手にはモーゼルM712拳銃も持っており、それも併用して攻撃を加えてくる。
年を取ったこともあって今回から髪には白髪が見え始めており、ワイルド・ファングのようにコンテナなどを蹴ることもできないが、その跳躍力はいまだに衰えていない。
最後はザゴリアス軍兵士を全滅させられ、弟子のワイルド・ファングも昏倒され、自身もVSSEエージェントに追い詰められ自爆した。
ワイルド・ファング / Wild Fang
ワイルド・ドッグの弟子である、「野蛮な牙」というコードネームをもった青年。ワイルド・ドッグと共にステージ3-1のボスとして登場。
ワイルド・ドッグと同じく金髪のオールバックでトレンチコート、スーツにワイシャツ、ネクタイを着用しており、戦闘の前にもコートを蹴り捨てている。
攻撃は手に持ったモーゼルM712拳銃の銃撃の他に、数トンはありそうなコンテナやフォークリフトや鉄骨やタイヤを独特の掛け声と共に蹴り飛ばしてくるという強引なもの。
彼自身が直接に普通の前蹴り、外回し蹴り、遠方からの飛び蹴りを加えてくることもある。彼もワイルド・ドッグと同じく体力を削られると凄まじい速度の跳躍で画面外へと移動する。
最後はザゴリアス軍兵士を全滅させされ、ワイルド・ドッグより先にVSSEエージェントの銃撃で止めを刺され昏倒した。

#### ザゴリアス連邦軍兵士（一般兵）
ザゴリアス連邦軍の兵士。豊富な武装と桁外れの体力でプレイヤーに攻撃をしてくる。

なお、彼らは基本的にザゴリアス連邦とジオルジョ・ゾット将軍の指揮下で動いているが、ヒロインシナリオではジェイク・ヘルナンデスに同調して軍を造反した者も登場する。

攻撃が命中すれば一撃で倒せるが、頭上にグリーンのライフゲージが表示され、数回の攻撃に耐える兵士もいる（この場合、ゲーム上ではライフゲージが表示される。ここでは「耐久力がある」と表現している）。

また、プレイヤーがダメージを受ける攻撃のことを「命中弾」と表現する。兵士の名称については公式発表されていないので、ここでは見た目、役割などから判断した名称で呼ぶ。
一般兵（緑服）
最も遭遇率の高いザゴリアス連邦軍兵士。緑の戦闘服と目出し帽にグレーの防弾チョッキ、ゴーグル、ガスマスク、黒の肩当て、肘当て、膝当てを着用している。命中率は低い。
この兵のみ4種のグラフィックパターン（ゴーグルのみ未着用、目出し帽のみ着用、素顔にゴーグルのみ着用）が存在しているが、見た目が異なるだけで能力、得点は一緒である。
オープニング画面などのムービーではP90サブマシンガンやL96スナイパーライフルを装備した者も見られるが、実際にゲーム中で使用してくるのはM1911拳銃のみである。
防弾盾を装備し射撃しつつ接近してくる兵や、パラシュートで飛行する兵もいる。これらは通常の緑服の兵士より若干得点が高い。
クライシスミッションでは防弾盾を投げつける個体が存在する。
一般兵（赤服）
通称「赤兵」。外見は赤一色の戦闘服という目立つ格好をしていること以外、一般兵（緑服）の基本タイプと同一。
「赤い服の敵兵は、いきなり攻撃を当ててくる」というタイムクライシスシリーズの伝統を引き継いでおり、登場直後はどんなに遠距離でもほぼ確実に命中弾を撃つ。
命中率自体も高く、その後も連続して命中弾を撃つこともある。本編後半やヒロインシナリオでは、不意を突いて目の前や遠方に現れたり、防弾盾を装備した兵が登場するようになる。
一般兵（黄服）
通称「アイテム兵」。外見は白の戦闘服に特徴的な黄色の目出し帽と防弾チョッキを着用していること以外、一般兵（緑服）の基本タイプと同一。
倒すとサブウェポンの弾薬を落とす。3発までの連続ヒット数に応じてサブウェポンの弾を落とす数が増える。武装は拳銃のみ。
命中率は平均的に一般兵（緑服）より若干高い程度であるが、中には一般兵（赤服）のように登場直後に命中弾を必ず撃ってくる命中率が高い兵もいる。
一般兵（緑服）と同じく、防弾盾を装備した兵やパラシュートで飛行する兵もいる。この兵のみ、全く攻撃せず画面から逃げるだけの兵がいる。
命中率が高いアイテム兵や、高速で逃げようとするアイテム兵は、倒せばグレネードの弾を落とすことが多い。
マシンガン兵
オレンジの戦闘服に黒のボディアーマー、さらにフルフェイスの防弾マスクを着用した物々しい重装備の兵士。ハンドガン5発分の耐久力を持つ。
P90サブマシンガンを装備し、プレイヤーをめがけて連射してくる上に、弾幕を張るという攻撃の特性上命中弾も多い。
ジープ、バイクを運転しながら攻撃してくる者も多い。
特殊装備兵
通称「青兵」。青一色の戦闘服に黒のヘルメットと目出し帽、サスペンダーを着用した兵士たち。使用する武器により以下の4種類に分類される。いずれも服装は同じである。
- 斧兵

手斧を投げつけてくる兵士。手斧は自分が操作しているキャラクターの方に投げつけられたときは、回避しないと確実に命中しライフを減らされる。
手斧は撃って弾き飛ばすことも可能。弾き飛ばすと1本につき200点入る。
- 手榴弾兵

M26手榴弾を投擲してくる兵士。こちらもやはり回避しないと確実にダメージを喰らう。『2』の手榴弾兵と違って、倒されるまでひたすら手榴弾を投げ続ける。
投げられた手榴弾を撃って破壊することも斧と同じく可能で、これも撃てば200点加算される。
- バズーカ砲兵

肩撃ち式のカールグスタフ砲を用いて攻撃を仕掛けてくる兵士。命中率は比較的高く、この砲弾は撃ち落とすことができない。連続で命中弾を発射してくることもある。
欠点としては少し動きが遅いことと、砲弾の着弾までの時間が少し長いことぐらいである。
- 火炎放射器兵

M2火炎放射器を装備し、あたりを焼き払って攻撃してくる兵士。攻撃に移るまでが遅いものの耐久力が高く、火炎放射は長い間命中する上にいつ命中するのか目視で確認しづらい。
間隔を置いて噴射を止める兵士が大半だが、本編後半やヒロインシナリオの兵士は連続して炎を噴射してくる。
- 鉄パイプ兵

クライシスミッションのみで登場する。片手の鉄パイプで殴りかかってくる。
近接戦闘兵
通称「爪兵」。両手に熊手状の鋼鉄製鉤爪を備えた兵士。飛び道具を装備しておらず、鉄爪とトリッキーな体術のみで接近戦を挑んでくる。軽装にもかかわらず耐久力がある。
砂浜に潜ったり、走っている列車に追いつくスピードで走ったり、人間とは思えない運動神経、特に跳躍力を駆使してプレイヤーを追い詰めてくる。いきなり遮蔽物から飛び出してきて攻撃することが多い。
また、ランディー・ギャレットと同じく常識で考えられぬ瞬発力と、重力法則を完全に無視した速度で遠方から飛びかかってくる兵士もいる。
- 水色近接戦闘兵

白の戦闘服に水色のプロテクターと黒のゴーグルを着用した近接戦闘兵。基本的にはこの兵士が登場する。
大概はどこかに隠れており、いきなり遮蔽物から飛び出してきて鉄爪を使った引っ掻き技や、体を回転させて足から突っ込んでくる蹴り技で攻撃してくる。
ステージ2-3のムービーでランディー・ギャレットと共にトラス式鉄橋の鉄骨に足の爪だけでぶら下がっていたのも、彼らである。
- 潜水近接戦闘兵

紺の潜水服にシルバーのプロテクターとゴーグルを着用した近接戦闘兵。蹴り技は行わず、専ら爪での引っ掻き攻撃に特化している。
なお、常人離れした脚力で素早く移動する点は変わらない。爪は前腕部に固定された小型の一本のマサカリ状になっている。
また、ヒロインシナリオでは、不気味に赤く光っている暗視スコープを装備した戦闘兵が登場している。
- 黄色近接戦闘兵

『1』のMOZを彷彿とさせる、黒の戦闘服に黄色のプロテクターと赤のゴーグルを着用した精鋭部隊。ランディー・ギャレットの護衛として、数名が登場する。本編にしか登場しない。
他の近接戦闘兵同様の素早さに加え高い耐久力を持つ（至近距離でショットガンで攻撃しても1発で倒れず、グレネードなら1発で倒せるほど）ため、倒すのは容易ではない。
狙撃兵
L96スナイパーライフルを使用する兵士。外見は濃いグレーの戦闘服に赤の肩当てを着用していること以外、一般兵（緑服）の基本タイプと同一。ヒロインシナリオにのみ登場。

## 登場兵器
ザゴリアス連邦は、軍事大国だけあって、今回の『ルカノ紛争』でも、重装備を取り揃え、手始めにアスティゴス島を占領、ルカノに魔手を伸ばす。
警備巡視艇
ザゴリアス連邦軍の警備巡視艇。
本編ステージ1-1のムービーで、魚釣りに来ていた旅行客を装ったアランとウェズリーが乗っていたクルーザーを発見し、警備巡視艇の兵士が臨検を行わんとするも、逆にクルーザーに仕掛けられた時限爆弾で吹き飛ばされる。
ヒロインシナリオのステージ1にも登場し、多数の兵士を展開させてくる。破壊することはできない。
砲台付きトーチカ
巨大な砲台を一門据え付けた、ザゴリアス連邦軍の設営したトーチカ。本編ステージ1-1でアランとウェズリーに砲撃をお見舞いし、ヒロインシナリオステージ2では背景として登場。
砲台の旋回速度は遅いが、自分側に向けて放たれた砲撃は確実に命中する。砲台を破壊すればトーチカも爆散、崩壊する。
なおこのトーチカは前線基地としても機能しているようで、ヒロインシナリオステージ2終了後のムービーでアリシアがトーチカ内の司令室のコンピューターから戦術弾道ミサイルの情報を入手するシーンがある。なお、これは時系列上、アランとウェズリーと交戦の末破壊されるよりも前の出来事である。
ジープ
ザゴリアス連邦軍に配備されている軍用小型軽車両で、車種はウィリス・MB。
一部のステージで登場し、放置されていたり突っ込んできた後停車していたりしている。この場合ジープに撃ちこむと破壊でき、5,000点のボーナスが加算されると共に画面内にいる敵兵を爆風で一掃できる。
本編ステージ1-3およびヒロインシナリオステージ4で主人公たちが乗っているのも連邦軍のジープで、連邦軍幹部たるビクター・ザンの乗る攻撃型ティルトローターや連邦軍ジープ部隊とカーチェイスを繰り広げる。
大抵はマシンガン兵が運転しており、同乗している兵士が銃撃を加えてくる。この場合は運転している敵兵を倒しても破壊できるが、ジープ破壊による5,000点のボーナスは無い。
中には爪兵が乗っている車両もあり、車体を寄せて斬撃してきたり、爪兵を含む一部兵士はプレイヤーのジープのボンネットに飛び移って攻撃してくることもある。
偵察バイク
オフロード式オートバイ。本編ステージ2-1の終盤で多数登場し、VSSEたちを翻弄する。また、ヒロインシナリオステージ4でも登場（本編ステージ1-3と同じ場面だが、それには登場していない）。
ジープと同様に大抵はマシンガン兵が運転しており、本編では運転しているマシンガン兵自らが銃撃を行って来る。ヒロインシナリオではアイテム兵や爪兵が運転している個体や、兵士1名を後席に同乗させた個体も登場する。
攻撃型ティルトローター
ザゴリアス連邦軍の誇る大型の攻撃型ティルトローター機で、米軍のV-22 オスプレイを大型化させたような外見となっている。
本来は輸送機（輸送用軍用機）であるが、主翼に箱型ミサイルポッド、投下爆弾、機体の前部の両弦に片方3門ずつの機銃、そして、機首にガトリング砲を搭載という武装が施され、文字通りの重装備である。
他方、機体の後部に貨物室があり、そこから多数の兵士を展開することができ、オープニングムービー、ステージ1-1の海岸での空挺部隊を乗せていたのも、他ならぬこの機体である。
ステージ1で、ビクター・ザンが搭乗している。ヘリの武装による攻撃のほか、多数の兵士が貨物室のみならず飛行中の本機の胴体や翼の上からも直接銃撃を仕掛けてくる。
また、ヒロインシナリオステージ13（最終ステージ）でジェイク・ヘルナンデスがアスティゴス島から逃亡し抜き取った核弾頭一基を密輸せんと乗り込む。
他にもクライシスミッションではプレイヤーやアランとウェズリーが乗り込んだりと、様々な場所で登場する。
主力戦車
ザゴリアス連邦軍の主力戦車で、外見はアリエテに酷似している。主砲は勿論のこと、砲塔両脇に6連装のロケット弾発射機を搭載している。中からマシンガン兵が現れ攻撃してくることもある。
戦車にしては耐久力は低く、グレネード1発の直撃には耐えるものの、その他の武器数発で簡単に破壊できるほど脆弱である。
本編ステージ3-1、ヒロインシナリオステージ5、ヒロインシナリオステージ12終了後のムービーとヒロインシナリオのエンディングムービーで登場する。
ヒロインシナリオに登場する個体は爆発反応装甲が装着されており、本編に登場する個体より耐久力が高くなっている。その一方、エンディングムービーに登場する個体はルカノ独立解放軍の兵士が放った対戦車ロケット弾1発で大破炎上している。
兵運搬用トラック
ヒロインシナリオステージ7、9に登場する。多数の兵士を搭乗させ、ジェイクを追うアリシアの行く手を阻む。
武装潜水艇
本編ステージ2-2の終盤の滝の近くで、数隻登場する。
ガトリング砲、ミサイルポッドで武装しており、潜水近接戦闘兵も搭乗している。また、潜水時にはダメージが与えられない（いわゆる無敵状態）。
軍用列車
本編ステージ2-3、ヒロインシナリオステージ8、9に登場する、山頂の古城を改築した軍事基地直通の貨物列車。主人公たちがお忍びで乗り込むが、ランディー・ギャレットに鉄道橋を破壊され、谷底に落とされそうになる。
装甲機関車
ヒロインシナリオステージ8のみに登場する。前述の貨物列車を破壊せんと、武装した装甲機関車が後続する。武器は主砲のほか、左右に収納型のミサイルポッド、前中央部に収納型3連ガトリング砲が備わっている。
フック状の金具による体当たり攻撃や、同乗している複数名のザゴリアス連邦軍兵士による銃撃も行ってくる。
特殊プラズマ兵器戦闘車両
ステージ3-3の終盤にのみ登場する、4輪の装輪装甲車。車体上部にプラズマ兵器を搭載した旋回砲塔を有しており、雷を人工的に発生させ、攻撃してくる。
戦術弾道ミサイル
アスティゴス島の山頂の古城を改築した軍事施設の礼拝堂に配備され、ルカノ本土を核爆撃せんとした戦術弾道弾。合計で4基も存在していた。
当初はこのミサイルの存在を知ったダニエル司令官を含めたルカノ解放軍たちが作戦の一環として施設に潜入し解体・発射阻止を行う予定だったが、裏切ってザゴリアス連邦側へ寝返った副司令官のジェイクにリークされる形で失敗に終わる。
ステージ3-3でジオルジョ・ゾット将軍が自ら発射ボタンを押して発射まで漕ぎ着けたものの、そのゾット将軍本人は本人はVSSEエージェント2人との死闘の末に銃撃で死亡し、ミサイル自体も発射しかけたところでエージェントたちに核弾頭の起爆を阻止される形で破壊された。加えて、うち1基はザゴリアス連邦をも裏切って核弾頭を入手・転売し大金を得ようと目論んでいたジェイクが、同調した元ザゴリアス連邦軍兵士だった造反組と共謀して抜き取って逃亡しようとしていたものの、アリシアに追いつかれ、逃亡とその核弾頭密輸に使おうとしていたティルトローターを銃撃で飛行不能にされてしまい、自暴自棄になったジェイクが核弾頭を起爆して敵味方問わず巻き添えにしようとしたものの、アリシアに起爆装置とジェイクの額をスナイパーライフルで撃ち抜かれて阻止され同時にジェイクも死亡した。